# Övre Gasitjärnen
Övre Gasitjärnen är en sjö i Bodens kommun i Norrbotten och ingår i Luleälvens huvudavrinningsområde. Sjön har en area på 0,076 kvadratkilometer och ligger 139,1 meter över havet. Sjön avvattnas av vattendraget Kettisträskbäcken.

## Delavrinningsområde
Övre Gasitjärnen ingår i det delavrinningsområde (735699-171911) som SMHI kallar för Mynnar i Bodträskån. Medelhöjden är 201 meter över havet och ytan är 13,49 kvadratkilometer. Det finns ett avrinningsområde uppströms, och räknas det in blir den ackumulerade arean 19,77 kvadratkilometer. Kettisträskbäcken som avvattnar avrinningsområdet har biflödesordning 3, vilket innebär att vattnet flödar genom totalt 3 vattendrag innan det når havet efter 112 kilometer. Avrinningsområdet består mestadels av skog (70 procent) och sankmarker (18 procent). Avrinningsområdet har 0,07 kvadratkilometer vattenytor vilket ger det en sjöprocent på 0,6 procent.